# 普罗雷索沃农村居民点
普罗雷索沃农村居民点（俄语：Пролысовское сельское поселение）是俄罗斯联邦布良斯克州纳夫利亚区所属的一个农村居民点。其下辖有6个居民点，行政中心为普罗雷索沃。据2015年统计，该农村居民点的人口为494人。